# Федосов Андрій Миколайович
Андрі́й Микола́йович Федо́сов (1996—2022) — український військовослужбовець, учасник російсько-української війни, Герой України (2024, посмертно).

## Життєпис
Народився в місті Привілля Луганської області, випускник Лисичанського ліцею № 7. Здобув вищу освіту, став наймолодшим працівником Національної поліції підрозділу КОРД. Проживав у місті Сєвєродонецьк.
24 лютого 2022 став до лав сил територіальної оборони України.
Загинув 30 червня 2022 року біля міста Привілля.
Без Андрія лишились дружина, батько та сестра.
31 травня 2023 року відбулося прощання на Лісовому кладовищі міста Києва.

## Нагороди
- Звання Герой України з удостоєнням ордена «Золота Зірка» (2024, посмертно)[4].
- Орден Богдана Хмельницького III ступеня[5].